# ホアン・ブー・サムソン
ホアン・ブー・サムソン（ベトナム語: Hoàng Vũ Samson, 1988年10月6日 - ）は、ナイジェリア・ラゴス出身のサッカー選手。2013年、ベトナムに5年間居住したことにより、ベトナムの市民権（国籍）を取得した。ナイジェリア国籍時代の旧名はサムソン・カヨデ (Samson Kayode Olaleye) 。妻はベトナム人女性。

## 経歴
2007年、ベトナムサッカー2部リーグのタン・クアンニンに加入した。
2009年、1部リーグに昇格したカオスー・ドンタップに移籍した。
2011年8月15日、アトレティコ・マドリードと契約した。スペインのEU圏外選手登録の関係で、ポルトガルのSCブラガに期限付き移籍した。
しかし、アトレティコ・マドリードと契約前にハノイT&Tから金銭を受け取っていた（移籍の合意があった）ことが判明し、国際移籍証明書 (ITC) は発行されなかった。サムソン側とハノイT&Tとの間で話し合いが行われ、この場で両者が合法的に契約を締結していることが確認された。ハノイT&Tは契約解除の条件として200万USドルの違約金の支払いと金銭の返還を求めたが、サムソン側は応じられず、移籍を断念してハノイT&Tに加入した。
ハノイT&T移籍1年目の2012年シーズンは14ゴールを記録したが、チームはVリーグ2位、ベトナム・カップ準優勝に終わった。2013年シーズンは、同僚のゴンサロ・マロンクレと共に14得点を決めて得点王に輝き、チームのVリーグ優勝に貢献した。2014年シーズンも23得点を決めて2年連続で得点王に輝いた。
2013年シーズン終了後にベトナム国籍を取得したことにより、ベトナム代表に選出される資格を持つ。しかし、ベトナムサッカー連盟が帰化選手の招集に消極的なため、代表には選ばれていない。
2017年12月29日、タイのブリーラム・ユナイテッドに移籍した。しかし2018年3月10日、ブリーラムとの契約を解消してハノイFC（旧ハノイT&T）に復帰した。

## 所属クラブ
- タン・クアンニンFC 2007-2008
- TDCSドンタップFC 2009-2011
- アトレティコ・マドリード 2011

→ SCブラガ 2011 (期限付き移籍)
- ハノイT&T FC 2011-2017
- ブリーラム・ユナイテッドFC 2018
- ハノイFC 2018-2019

→ QNKクアンナムFC 2019
- FLCタインホアFC 2020-

## タイトル

### クラブ
ハノイT&T
- Vリーグ1：3回 (2013, 2016, 2018)

### 個人
- Vリーグ1 得点王：2回 (2013, 2014)